# Broń hipersoniczna

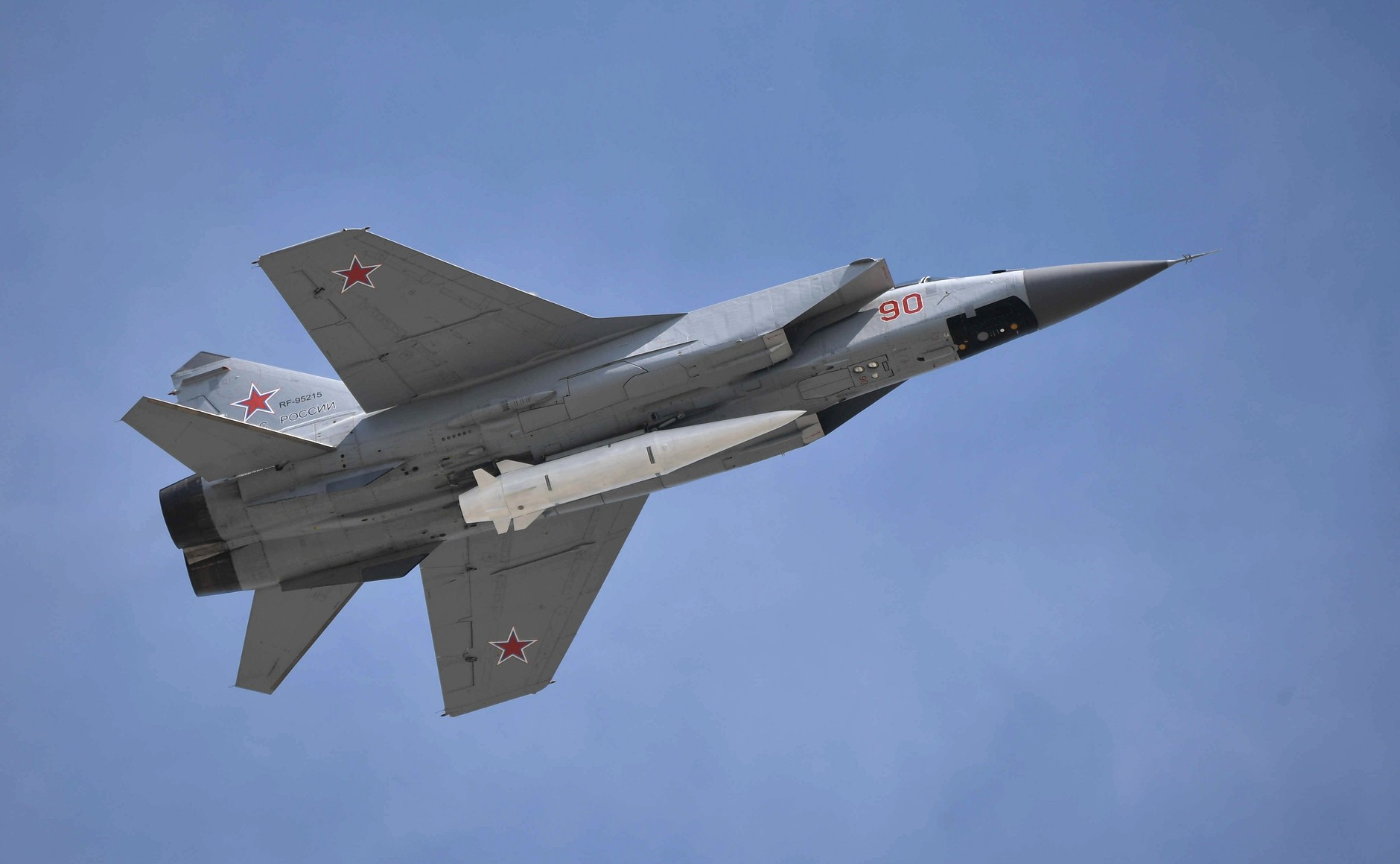
Pocisk Ch-47M2 Kindżał podwieszony pod MiG-31

Broń hipersoniczna (ang. hypersonic weapon) – w ujęciu przymiotnikowym, to pociski konstrukcyjnie zdolne do poruszania się z prędkością hipersoniczną, od Ma 5 do Ma 25. W ścisłym ujęciu klasyfikacji militarnej, pociskami hipersonicznymi są pociski zdolne do rozwijania i przedłużonego utrzymywania prędkości hipersonicznej na trasie swojego lotu, oraz manewrowania w trakcie lotu z prędkością hipersoniczną.
Rozróżnia się w związku z tym trzy rodzaje pocisków hipersonicznych – hipersoniczne pociski szybujące, hipersoniczne pociski manewrujące oraz pociski hipersoniczne wystrzeliwane w formie artyleryjskiej. Pociski szybujące wymagają nadania im prędkości hipersonicznej najczęściej za pomocą rakietowych pocisków balistycznych, hipersoniczne pociski manewrujące poruszają się dzięki własnemu układowi napędowemu na całej trasie lotu, pociski artyleryjskie natomiast na początku XXI wieku nie zostały jeszcze ostatecznie opracowane.
Najbardziej dziś znanymi pociskami hipersonicznymi są wynoszone przez pociski balistyczne rosyjski hipersoniczny pocisk szybujący Awangard, oraz chiński DF-ZF. W Stanach Zjednoczonych na etapie zaawansowanych testów znajdują się hipersoniczny pocisk szybujący AGM-183 ARRW oraz hipersoniczny pocisk manewrujący HACM. Po rozpoczęciu rosyjskiej inwazji na Ukrainę w 2022 roku, Rosja ogłosiła zniszczenie kilku celów na terenie Ukrainy za pomocą „pocisków hipersonicznych Kindżał”. Ch-47M2 Kindżał nie jest jednak pociskiem hipersonicznym w ścisłym rozumieniu wojskowym, lecz jedynie zmodyfikowanym do wystrzeliwania z samolotu pociskiem balistycznym krótkiego zasięgu Iskander.

## Charakterystyka ogólna
Początki zainteresowania obiektami poruszającymi się z prędkościami hipersonicznymi sięgają wczesnych lat 30. XX wieku, z kilkoma momentami przełomowymi osiągniętymi przez Niemcy podczas II wojny światowej. Dopiero jednak rozwój technologii międzykontynentalnych pocisków balistycznych (ICBM) oraz transportowych rakiet kosmicznych, od lat 60. umożliwiły nawet hipersoniczne podróże człowieka. Pojazdów tych nie uznaje się jednak za broń hipersoniczną, mimo bowiem poruszania się z prędkościami hipersonicznymi, z wyjątkiem kilku typów głowic MaRV nie są bronią zdolną do manewrowania z taką prędkością.
W ujęciu przymiotnikowym, pojazdami hipersonicznymi są więc wszystkie obiekty poruszające się z prędkością hipersoniczną, za którą uznaje się prędkość obiektu w powietrzu atmosferycznym przy której jego ruch wpływa na właściwości fizykochemiczne samego powietrza w jego otoczeniu, co następuje przy prędkości około Ma 5 (6116 km/h). W ujęciu klasyfikacji militarnej natomiast, pociskami hipersonicznymi są pociski zdolne do rozwijania i przedłużonego utrzymywania prędkości hipersonicznej na trasie swojego lotu, oraz manewrowania w trakcie lotu z prędkością hipersoniczną. Rozróżnialne są trzy rodzaje pocisków hipersonicznych – hipersoniczne pociski szybujące, hipersoniczne pociski manewrujące oraz pociski hipersoniczne wystrzeliwane w formie artyleryjskiej.
Hipersoniczne pociski szybujące wymagają nadania im prędkości hipersonicznej za pomocą rakietowych pocisków balistycznych, po oddzieleniu się zaś hipersonicznej głowicy bojowej od swojego nosiciela, nie korzystają z własnego napędu, lecz wykorzystują energię kinetyczną nadaną im przez wynoszące je dotąd pociski rakietowe, aerodynamicznie zmierzając do swojego celu. Pociski tego rodzaju mogą poruszać się z prędkościami zbliżonymi do górnej granicy prędkości broni hipersonicznej. Hipersoniczne pociski manewrujące poruszają się dzięki własnemu układowi napędowemu – co możliwe jest przy zastosowaniu bardzo zaawansowanych rodzajów napędu odrzutowego w postaci scramjet. Artyleryjskie pociski hipersoniczne na początku XXI wieku mają jedynie postać teoretyczną, i nie mogą razić celów na duże odległości porównywalne z innymi rodzajami pocisków hipersonicznych.

## Rozwój broni hipersonicznej
3 października 1967 roku pilot testowy William „Pete” Knight za pomocą pojazdu North American X-15 wykonał lot z hipersoniczną prędkością Mach 6,72 (7 274 km/h) na wysokości 58 552 metry, co stanowiło nieoficjalny rekord prędkości w lotach załogowych aż do czasów lotów wahadłowców kosmicznych. Pierwszą bronią hipersoniczną oficjalnie wprowadzoną do służby były wystrzeliwane za pomocą międzykontynentalnych rakiet balistycznych RS-28 Sarmat rosyjskie szybujące pociski Awangard oraz wystrzeliwane za pomocą pocisków balistycznych średniego (MRBM) zasięgu DF-17 chińskie pociski DF-ZF. W przemówieniu z marca 2018 roku, prezydent Federacji Rosyjskiej Władimir Putin ogłosił istnienie kilku nowych pocisków, w tym wprowadzenie do służby odpalanego z platformy lotniczej pocisku hipersonicznego Ch-47M2 Kindżał, które zdaniem rosyjskiego prezydenta, miały być odporne na działanie wszelkiej broni przeciwrakietowej. Twierdzenie to oparte jest na fakcie, że układy kontroli ognia systemów przeciwrakietowych – biorąc pod uwagę pułap, kurs i prędkość pocisku – drogą matematycznych obliczeń ustalają dokładny czas i miejsce jego przechwycenia w przyszłości. Z uwagi jednak na zmiany kursu przez manewrujące pociski hipersoniczne, ustalenie punktu i czasu przechwycenia jest bardzo trudne. Chiński zaś pocisk DF-ZF o przeznaczeniu przeciw okrętowym, został wprowadzony do służby rok później.
Chińskie i rosyjskie prace nad bronią hipersoniczną, spowodowały podjęcie prac nad takimi pociskami na całym świecie, łącznie z pracami prowadzonymi od Australii po Brazylię. Według niektórych informacji, tylko w Stanach Zjednoczonych prowadzonych jest około 70 różnych prac rozwojowych w tym zakresie. Wśród nich na czoło wybijają się amerykańskie programy „Air-Launched Rapid Response Weapon” (ARRW) oraz „Hypersonic Attack Cruise Missile” (HACM). W odróżnieniu od rosyjskiego i chińskiego programu jądrowych pocisków hipersonicznych, prace amerykańskie zmierzają do opracowania hipersonicznych pocisków wyposażonych w głowicę konwencjonalną. Zapewnia to bardziej elastyczną możliwość wykorzystania takich pocisków.

### Kontrowersje wokół Kindżała
1 marca 2018 roku prezydent Rosji ogłosił wprowadzenie do służby operacyjnej pierwszego manewrującego pocisku hipersonicznego Kindżał. Według rosyjskich źródeł jest to pocisk hipersoniczny przenoszony i odpalany z samolotów taktycznych MiG-31 i Su-34. Zdaniem  zachodnich analityków, Kindżał nie jest jednak bronią hipersoniczną w wojskowym rozumieniu, stanowi bowiem jedynie zmodyfikowany do wystrzeliwania z platformy lotniczej znany pocisk balistyczny krótkiego zasięgu (SRBM) 9K720 Iskander. Stanowisko to zostało podzielone w publikacji chińskiego ośrodka analitycznego, które przedstawiło te pociski jako „technologię z lat 80. łatwą do przechwycenia przez amerykański system rakietowy Patriot”, która jest „zimnowojenną technologią nie będącą hipersoniczną w swej naturze”. Obie opinie zostały potwierdzone po rozpoczęciu przez Rosję inwazji na Ukrainę, gdy pociskom Kindżał udało się zniszczyć m.in. ukraiński skład broni w pobliżu Delatyna, w innych przypadkach jednak kilka Kindżałów zostało zestrzelonych przez ukraińskie systemy obrony przeciwrakietowej Patriot.